# Банкноты болгарского лева

## ЛевКняжества Болгария
В 1885 году банк Болгарии ввел первую серию национальных банкнот. Позже добавлялись банкноты в 1887 и 1890 годах. В 1916 году произошла первая реформа национальной валюты. После Второй мировой войны в связи с инфляцией новое правительство страны выпустило банкноты новой серии.

### 1885—1908

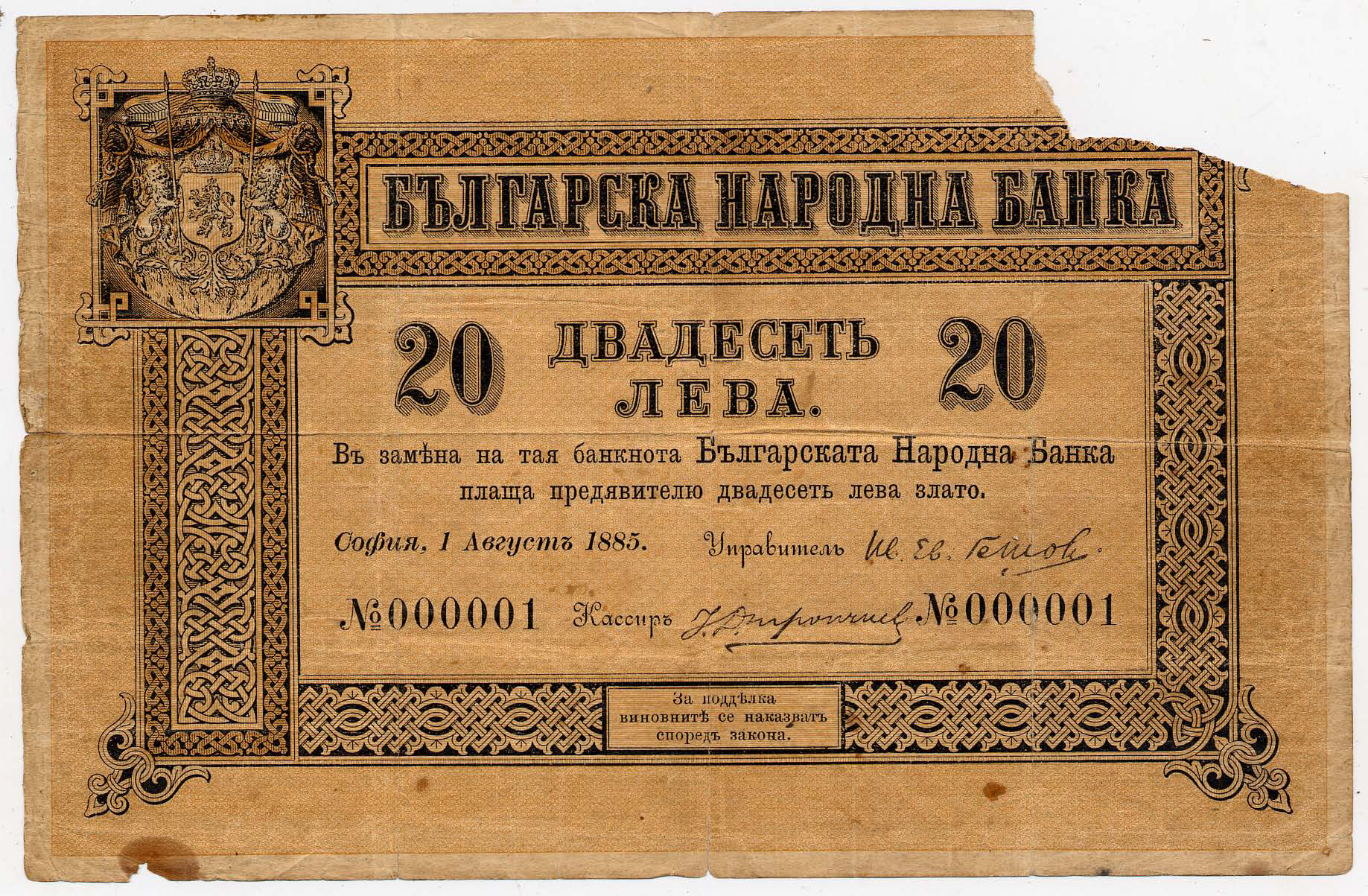
20 левов 1885 года, аверс
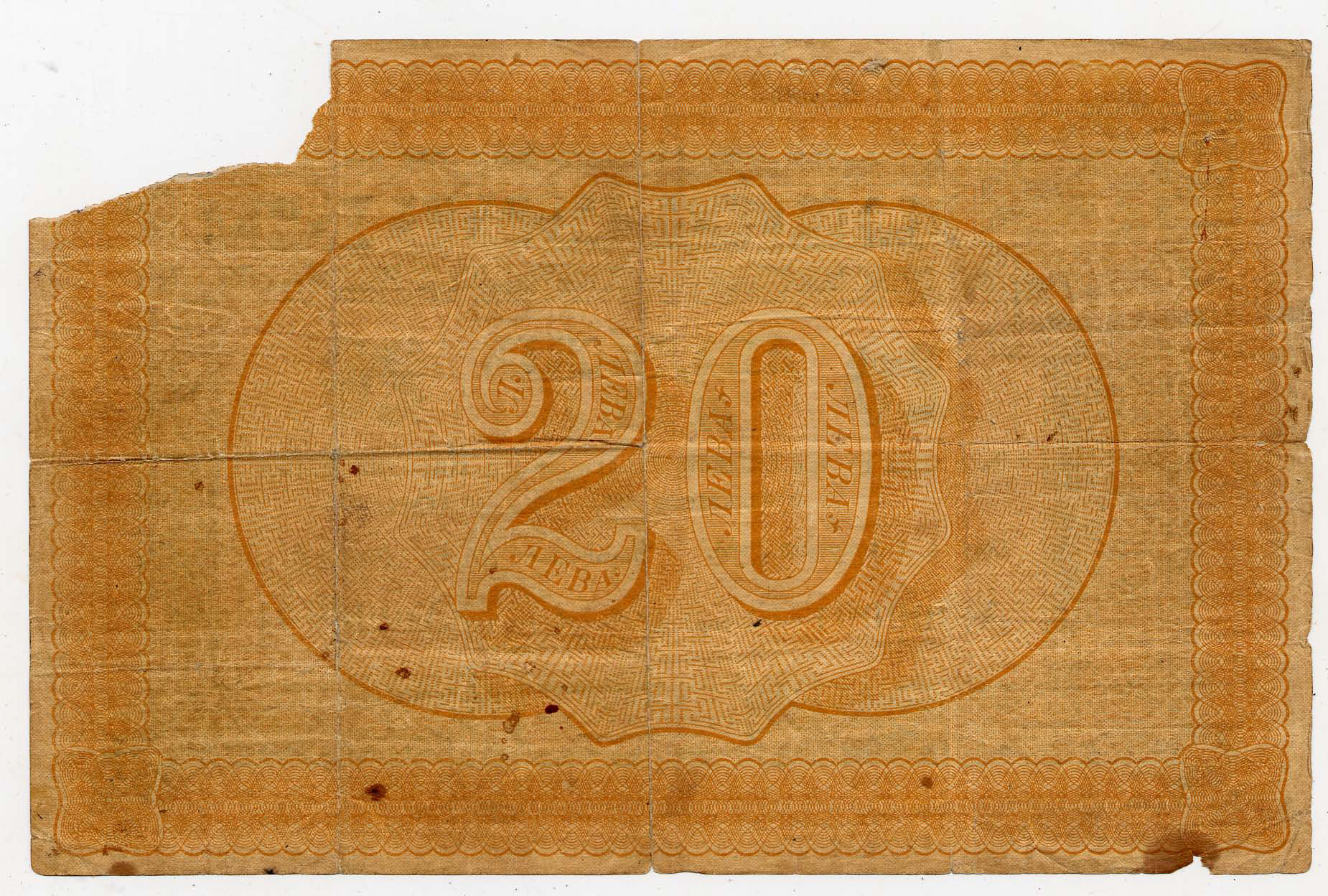
20 левов 1885 года, реверс

### 1904—1924

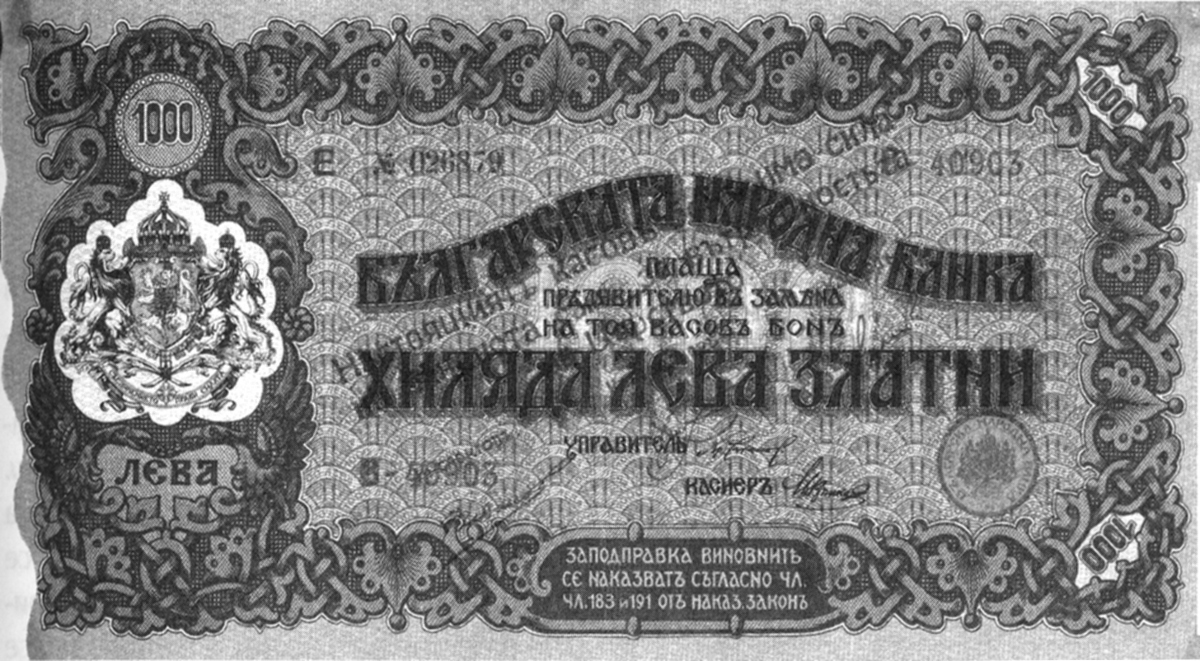
1000 левов 1918 года

## ЛевТретьего Болгарского царства

### 1923—1947
| Лицевая сторона                                 | Оборотная сторона | Номинал (левов) | Размеры         | Основной цвет                       | Описание                                         | Описание                                                | Описание                                 | Даты                                        |
| Лицевая сторона                                 | Оборотная сторона | Номинал (левов) | Размеры         | Основной цвет                       | Лицевая сторона                                  | Оборотная сторона                                       | Водяной знак                             | Даты                                        |
| Серия 1922 года                                 | Серия 1922 года   | Серия 1922 года | Серия 1922 года | Серия 1922 года                     | Серия 1922 года                                  | Серия 1922 года                                         | Серия 1922 года                          | Серия 1922 года                             |
| ----------------------------------------------- | ----------------- | --------------- | --------------- | ----------------------------------- | ------------------------------------------------ | ------------------------------------------------------- | ---------------------------------------- | ------------------------------------------- |
|                                                 |                   | 5               | 114×65          | коричневый светло-оранжевый зелёный | герб Болгарского царства                         | пасека                                                  | нет                                      | Выпуск: декабрь 1923 Вывод: декабрь 1933    |
|                                                 |                   | 10              | 125×70          | фиолетовый коричневый               | герб Болгарского царства                         | крестьянка с домашней птицей                            | нет                                      | Выпуск: декабрь 1923 Вывод: декабрь 1933    |
|                                                 |                   | 20              | 136×75          | зелёный серый жёлтый                | герб Болгарского царства                         | крестьянки в поле                                       | нет                                      | Выпуск: декабрь 1923 Вывод: декабрь 1933    |
|                                                 |                   | 50              | 142×80          | зелёный                             | герб Болгарского царства                         | пастух с флейтой, собака, овцы                          | нет                                      | Выпуск: декабрь 1923 Вывод: декабрь 1933    |
|                                                 |                   | 100             | 152×85          | серый коричневый                    | герб Болгарского царства                         | крестьянин, вспахивающий землю                          | нет                                      | Выпуск: декабрь 1923 Вывод: декабрь 1933    |
|                                                 |                   | 500             | 167×85          | синий                               | герб Болгарского царства                         | панорама порта Варны                                    | нет                                      | Выпуск: декабрь 1923 Вывод: 31 декабря 1937 |
|                                                 |                   | 1000            | 182×85          | красно-коричневый                   | герб Болгарского царства                         | уборка хлопка                                           | нет                                      | Выпуск: декабрь 1923 Вывод: 31 декабря 1937 |
| Эмиссия 1924 года                               |                   |                 |                 |                                     |                                                  |                                                         |                                          |                                             |
| [[Файл:\|195px]]                                | [[Файл:\|195px]]  | 5000            | 195×92          | многоцветная                        | герб Болгарского царства портрет царя Бориса III | портрет Христо Ботева                                   | лев                                      | Выпуск: октябрь 1924 Вывод: май 1925        |
| Эмиссия 1925 года                               |                   |                 |                 |                                     |                                                  |                                                         |                                          |                                             |
| [[Файл:\|135px]]                                | [[Файл:\|135px]]  | 20              | 135×75          | оливковый зелёный                   | портрет царя Бориса III                          | добыча соли на побережье                                | лев                                      | Выпуск: 1928 Вывод: 31 декабря 1933         |
| Серия 1925 года                                 |                   |                 |                 |                                     |                                                  |                                                         |                                          |                                             |
|                                                 |                   | 50              | 146×80          | фиолетовый синий                    | герб Болгарского царства портрет царя Бориса III | фрагмент картины Ивана Ангелова «Жатва»                 | нет                                      | Выпуск: май 1926 Вывод: 31 декабря 1933     |
|                                                 |                   | 100             | 157×85          | синий тёмно-зелёный                 | герб Болгарского царства портрет царя Бориса III | фрагмент картины Антона Митова «Базар в Софии»          | нет                                      | Выпуск: июнь 1926 Вывод: 31 декабря 1933    |
|                                                 |                   | 500             | 169×85          | тёмно-зелёный красный               | герб Болгарского царства портрет царя Бориса III | фрагмент картины Ярослава Вешина «Орач»                 | нет                                      | Выпуск: 1932 Вывод: 16 марта 1947           |
|                                                 |                   | 1000            | 187×85          | бурый синий фиолетовый              | герб Болгарского царства портрет царя Бориса III | фрагмент картины Ивана Мерквички «Аллегория плодородия» | нет                                      | Выпуск: 1932 Вывод: 16 марта 1947           |
|                                                 |                   | 5000            | 200×85          | серо-коричневый                     | герб Болгарского царства портрет царя Бориса III | собор Александра Невского в Софии                       | нет                                      | Выпуск: январь 1926 Вывод: сентябрь 1943    |
| Серия 1929 года                                 |                   |                 |                 |                                     |                                                  |                                                         |                                          |                                             |
|                                                 |                   | 200             | 153×86          | зелёный                             | герб Болгарского царства портрет царя Бориса III | фрагмент картины Ивана Мурквички «Отец Паисий»          | два льва                                 | Выпуск: март 1941 Вывод: 16 марта 1947      |
|                                                 |                   | 250             | 164×87          | фиолетовый                          | герб Болгарского царства портрет царя Бориса III | панорама г. Велико-Тырново                              | сноп сена и серп                         | Выпуск: сентябрь 1940 Вывод: 16 марта 1947  |
| [[Файл:\|176px]]                                |                   | 500             | 176×89          | синий                               | герб Болгарского царства портрет царя Бориса III | каньон реки Искар                                       | голова Гермеса                           | Выпуск: август 1937 Вывод: 16 марта 1947    |
|                                                 |                   | 1000            | 184×92          | красно-коричневый                   | герб Болгарского царства портрет царя Бориса III | панорама одного из Рильских озёр                        | голова женщины                           | Выпуск: август 1937 Вывод: 1943             |
|                                                 |                   | 5000            | 200×105         | коричневый                          | герб Болгарского царства портрет царя Бориса III | панорама реки Янтры близ Велико-Тырново                 | портрет царя Симеона I                   | Выпуск: март 1941 Вывод: 1943               |
| Серия 1938 года                                 |                   |                 |                 |                                     |                                                  |                                                         |                                          |                                             |
|                                                 |                   | 500             | 173×90          | коричневый серый                    | герб Болгарского царства портрет царя Бориса III | сноп пшеницы и серп                                     | портрет княгини Марии-Луизы              | Выпуск: октябрь 1942 Вывод: 16 марта 1947   |
|                                                 |                   | 1000            | 182×93          | коричневый серый                    | герб Болгарского царства портрет царя Бориса III | орнамент                                                | портрет царя Симеона I                   | Выпуск: январь 1943 Вывод: декабрь 1943     |
|                                                 |                   | 5000            | 200×106         | зелёный                             | герб Болгарского царства портрет царя Бориса III | здание Народного банка                                  | портреты царя Бориса III и царицы Йоанны | Выпуск: октябрь 1942 Вывод: декабрь 1943    |
| Серия 1940 года                                 |                   |                 |                 |                                     |                                                  |                                                         |                                          |                                             |
|                                                 |                   | 500             | 175×90          | синий                               | герб Болгарского царства портрет царя Бориса III | панорама порта Варны                                    | филигрань                                | Выпуск: 1941 Вывод: 16 марта 1947           |
|                                                 |                   | 1000            | 184×92          | красно-коричневый                   | герб Болгарского царства портрет царя Бориса III | крестьянин, вспахивающий землю                          | филигрань                                | Выпуск: 1941 Вывод: 1943                    |
| Серия 1942 года                                 |                   |                 |                 |                                     |                                                  |                                                         |                                          |                                             |
|                                                 |                   | 500             | 173×90          | серый, зелёный, жёлтый              | портрет царя Бориса III                          | портрет женщины                                         | надпись «БНБ»                            | Выпуск: сентябрь 1943 Вывод: 16 марта 1947  |
|                                                 |                   | 1000            | 183×94          | красно-коричневый                   | портрет царя Бориса III                          | Рильский монастырь                                      | надпись «БНБ»                            | Выпуск: 1943 Вывод: 16 марта 1947           |
|                                                 |                   | 5000            | 200×104         | тёмно-коричневый                    | портрет царя Бориса III                          | здание Народного собрания                               | надпись «БНБ»                            | Выпуск: 1943 Вывод: 16 марта 1947           |
| Эмиссия 1943 года                               |                   |                 |                 |                                     |                                                  |                                                         |                                          |                                             |
|                                                 |                   | 20              | 100×60          | серый коричневый                    | номинал                                          | герб Болгарского царства                                | нет                                      | Выпуск: 1943 Вывод: 12 мая 1952             |
| Серия 1943 года                                 |                   |                 |                 |                                     |                                                  |                                                         |                                          |                                             |
|                                                 |                   | 200             | 137×75          | коричневый                          | герб Болгарского царства портрет царя Симеона II | панорама г. Велико-Тырново                              | нет                                      | Выпуск: май 1944 Вывод: 16 марта 1947       |
|                                                 |                   | 250             | 145×78          | зелёный                             | герб Болгарского царства портрет царя Симеона II | фрагмент картины Ярослава Вешина «Орач»                 | нет                                      | Выпуск: май 1944 Вывод: 16 марта 1947       |
|                                                 |                   | 500             | 155×80          | синий коричневый                    | герб Болгарского царства портрет царя Симеона II | пастух с флейтой, собака, овцы                          | нет                                      | Выпуск: июнь 1944 Вывод: 16 марта 1947      |
| Масштаб изображений — 1,0 пикселя на миллиметр. |                   |                 |                 |                                     |                                                  |                                                         |                                          |                                             |

### 1945—1952
Банкноты в 200-5000 левов были отпечатаны на фабрике Гознака в СССР в 1945 году, когда в Болгарии существовала монархия, однако в оборот были выпущены только в 1947, когда монархия уже была ликвидирована, а Болгария стала Народной Республикой (по результатам референдума 8 сентября 1946 года).
| Лицевая сторона                                 | Оборотная сторона | Номинал (левов)   | Размеры           | Основной цвет     | Описание                 | Описание                 | Описание          | Даты                                     |
| Лицевая сторона                                 | Оборотная сторона | Номинал (левов)   | Размеры           | Основной цвет     | Лицевая сторона          | Оборотная сторона        | Водяной знак      | Даты                                     |
| Эмиссия 1944 года                               | Эмиссия 1944 года | Эмиссия 1944 года | Эмиссия 1944 года | Эмиссия 1944 года | Эмиссия 1944 года        | Эмиссия 1944 года        | Эмиссия 1944 года | Эмиссия 1944 года                        |
| ----------------------------------------------- | ----------------- | ----------------- | ----------------- | ----------------- | ------------------------ | ------------------------ | ----------------- | ---------------------------------------- |
| [[Файл:\|85px]]                                 | [[Файл:\|85px]]   | 20                | 85×50             | коричневый        | номинал                  | герб Болгарского царства | нет               | Выпуск: 9 июля 1945 Вывод: 1952          |
| Серия 1945 года                                 |                   |                   |                   |                   |                          |                          |                   |                                          |
| [[Файл:\|138px]]                                | [[Файл:\|138px]]  | 200               | 138×76            | коричневый        | герб Болгарского царства | номинал                  | ромбическая сетка | Выпуск: 10 марта 1947 Вывод: 12 мая 1952 |
| [[Файл:\|144px]]                                | [[Файл:\|144px]]  | 250               | 144×78            | зелёный           | герб Болгарского царства | номинал                  | ромбическая сетка | Выпуск: 10 марта 1947 Вывод: 12 мая 1952 |
| [[Файл:\|157px]]                                | [[Файл:\|157px]]  | 500               | 157×81            | синий             | герб Болгарского царства | номинал                  | ромбическая сетка | Выпуск: 10 марта 1947 Вывод: 12 мая 1952 |
| [[Файл:\|182px]]                                | [[Файл:\|182px]]  | 1000              | 182×92            | коричневый        | герб Болгарского царства | номинал                  | ромбическая сетка | Выпуск: 10 марта 1947 Вывод: 12 мая 1952 |
| [[Файл:\|196px]]                                | [[Файл:\|196px]]  | 5000              | 196×105           | бурый             | герб Болгарского царства | номинал                  | ромбическая сетка | Выпуск: 10 марта 1947 Вывод: 12 мая 1952 |
| Масштаб изображений — 1,0 пикселя на миллиметр. |                   |                   |                   |                   |                          |                          |                   |                                          |

## ЛевНародной Республики Болгария

### 1947—1952
Банкноты были отпечатаны на государственной типографии в Софии.
| Лицевая сторона                                 | Оборотная сторона | Номинал (левов)   | Размеры           | Основной цвет     | Описание                          | Описание                           | Описание          | Даты                                    |
| Лицевая сторона                                 | Оборотная сторона | Номинал (левов)   | Размеры           | Основной цвет     | Лицевая сторона                   | Оборотная сторона                  | Водяной знак      | Даты                                    |
| Эмиссия 1947 года                               | Эмиссия 1947 года | Эмиссия 1947 года | Эмиссия 1947 года | Эмиссия 1947 года | Эмиссия 1947 года                 | Эмиссия 1947 года                  | Эмиссия 1947 года | Эмиссия 1947 года                       |
| ----------------------------------------------- | ----------------- | ----------------- | ----------------- | ----------------- | --------------------------------- | ---------------------------------- | ----------------- | --------------------------------------- |
|                                                 |                   | 20                | 82×47             | синий             | номинал                           | здание Болгарского народного банка | нет               | Выпуск: 10 марта 1947 Вывод: 5 мая 1952 |
| Серия 1948 года                                 |                   |                   |                   |                   |                                   |                                    |                   |                                         |
|                                                 |                   | 200               | 131×65            | коричневый        | герб Народной Республики Болгарии | шахтёры в шахте                    | ромбическая сетка | Выпуск: 1950 Вывод: 5 мая 1952          |
|                                                 |                   | 250               | 139×68            | зелёный           | герб Народной Республики Болгарии | пейзаж с поездом и самолётом       | ромбическая сетка | Выпуск: 1948 Вывод: 5 мая 1952          |
|                                                 |                   | 500               | 158×80            | синий             | герб Народной Республики Болгарии | уборка табака                      | ромбическая сетка | Выпуск: 1950 Вывод: 12 мая 1952         |
| Эмиссия 1950 года                               |                   |                   |                   |                   |                                   |                                    |                   |                                         |
|                                                 |                   | 20                | 81×46             | бурый             | номинал                           | здание Болгарского народного банка | ромбическая сетка | Выпуск: 24 июля 1951 Вывод: 12 мая 1952 |
| Масштаб изображений — 1,0 пикселя на миллиметр. |                   |                   |                   |                   |                                   |                                    |                   |                                         |

### 1952—1962
В 1952 году были выпущены банкноты достоинством в 1, 3, 5, 10, 25, 50, 100 и 200 левов. Банкноты находились в обращении с 12 мая 1952 по 31 марта 1962 года.
500 левов были напечатаны, но не использовались в обороте.
Все банкноты были отпечатаны на фабрике Гознака в СССР.
| Серия 1951 года                                 | Серия 1951 года   | Серия 1951 года | Серия 1951 года | Серия 1951 года   | Серия 1951 года                                             | Серия 1951 года                        | Серия 1951 года             | Серия 1951 года |
| Лицевая сторона                                 | Оборотная сторона | Номинал (левов) | Размеры         | Основной цвет     | Описание                                                    | Описание                               | Описание                    |                 |
| Лицевая сторона                                 | Оборотная сторона | Номинал (левов) | Размеры         | Основной цвет     | Лицевая сторона                                             | Оборотная сторона                      | Водяной знак                |                 |
| ----------------------------------------------- | ----------------- | --------------- | --------------- | ----------------- | ----------------------------------------------------------- | -------------------------------------- | --------------------------- | --------------- |
|                                                 |                   | 1               | 116×56          | коричневый хаки   | герб Народной Республики Болгарии                           | серп и молот на фоне 5-конечной звезды | надпись «БНБ», серп и молот |                 |
|                                                 |                   | 3               | 120×60          | зелёный           | герб Народной Республики Болгарии                           | серп и молот                           | надпись «БНБ», серп и молот |                 |
|                                                 |                   | 5               | 125×65          | зелёный синий     | герб Народной Республики Болгарии                           | серп и молот                           | надпись «БНБ», серп и молот |                 |
|                                                 |                   | 10              | 135×70          | красно-коричневый | портрет Георгия Димитрова герб Народной Республики Болгарии | трактор в поле                         | надпись «БНБ», серп и молот |                 |
|                                                 |                   | 25              | 145×76          | серо-зелёный      | портрет Георгия Димитрова герб Народной Республики Болгарии | прокладка железной дороги              | надпись «БНБ», серп и молот |                 |
|                                                 |                   | 50              | 157×80          | бурый             | портрет Георгия Димитрова герб Народной Республики Болгарии | женщина с розами                       | надпись «БНБ», серп и молот |                 |
|                                                 |                   | 100             | 165×85          | зелёный голубой   | портрет Георгия Димитрова герб Народной Республики Болгарии | женщина с виноградом                   | руки, держащие серп и молот |                 |
|                                                 |                   | 200             | 175×90          | сине-зелёный      | портрет Георгия Димитрова герб Народной Республики Болгарии | уборка табака                          | руки, держащие серп и молот |                 |
|                                                 |                   | 500             | 185×95          | тёмно-коричневый  | портрет Георгия Димитрова герб Народной Республики Болгарии | панорама плотины «Бели Искр»           | руки, держащие серп и молот |                 |
| Масштаб изображений — 1,0 пикселя на миллиметр. |                   |                 |                 |                   |                                                             |                                        |                             |                 |

### 1962—1997
В 1962 году Народный банк выпустил банкноты в 1, 2, 5, 10 и 20 левов. Второй выпуск, с изменённым государственным гербом, состоялся в 1974 году. 50 левов были выпущены в 1990 году.
Все банкноты были отпечатаны на фабрике Гознака в СССР.
| Серия 1962—1990 года                            | Серия 1962—1990 года | Серия 1962—1990 года | Серия 1962—1990 года | Серия 1962—1990 года      | Серия 1962—1990 года                                        | Серия 1962—1990 года                         | Серия 1962—1990 года                   | Серия 1962—1990 года                                                    |
| Изображение                                     | Изображение          | Номинал (левов)      | Размеры              | Основной цвет             | Описание                                                    | Описание                                     | Описание                               | Даты                                                                    |
| Лицевая сторона                                 | Оборотная сторона    | Номинал (левов)      | Размеры              | Основной цвет             | Лицевая сторона                                             | Оборотная сторона                            | Водяной знак                           | Даты                                                                    |
| ----------------------------------------------- | -------------------- | -------------------- | -------------------- | ------------------------- | ----------------------------------------------------------- | -------------------------------------------- | -------------------------------------- | ----------------------------------------------------------------------- |
|                                                 |                      | 1                    | 105×54               | розовый тёмно-коричневый  | герб Народной Республики Болгарии                           | Памятник Свободы на перевале Шипка           | стилизованная сеть из серпов и молотов | I выпуск: 1 января 1962 II выпуск: 1 января 1974 Вывод: 31 декабря 1996 |
|                                                 |                      | 2                    | 110×56               | светло-зелёный фиолетовый | герб Народной Республики Болгарии                           | женщина, собирающая виноград                 | стилизованная сеть из серпов и молотов | I выпуск: 1 января 1962 II выпуск: 1 января 1974 Вывод: 31 декабря 1996 |
|                                                 |                      | 5                    | 115×59               | красный оранжевый         | герб Народной Республики Болгарии                           | панорама курорта «Золотые пески»             | стилизованная сеть из серпов и молотов | I выпуск: 1 января 1962 II выпуск: 15 июля 1974 Вывод: 31 декабря 1996  |
|                                                 |                      | 10                   | 119×62               | голубой синий зелёный     | портрет Георгия Димитрова герб Народной Республики Болгарии | панорама химического завода в г. Девня       | руки, держащие серп и молот            | I выпуск: 1 января 1962 II выпуск: 15 июля 1974 Вывод: 31 декабря 1996  |
|                                                 |                      | 20                   | 125×65               | оранжевый коричневый      | портрет Георгия Димитрова герб Народной Республики Болгарии | панорама ТЭЦ «Марица Исток»                  | руки, держащие серп и молот            | I выпуск: 1 января 1962 II выпуск: 15 июля 1974 Вывод: 31 декабря 1997  |
|                                                 |                      | 50                   | 130×70               | зелёный коричневый        | герб Народной Республики Болгарии                           | панорама холма «Царевич» в г. Велико-Тырново | руки, держащие серп и молот            | Выпуск: 22 ноября 1990 Вывод: 31 декабря 1997                           |
| Масштаб изображений — 1,0 пикселя на миллиметр. |                      |                      |                      |                           |                                                             |                                              |                                        |                                                                         |

## Лев Республики Болгария

### 1991—1999
После падения коммунистического режима были введены новые банкноты номиналом в 20, 50, 100 и 200 левов. За ними последовали 500 левов в 1993, 1000 и 2000 левов в 1994, 5000 и 10 000 левов в 1996 году, и 50 000 левов в 1997 году.
20 и 50 левов были выведены из обращения 31 июля 1998 года, банкноты всех остальных номиналов — 31 декабря 1999.
Банкноты номиналом 20-500 левов были отпечатаны фирмой «Wertpapierdruckerei» в Лейпциге, Германия. 1000 левов 1997 года — в типографии Болгарского народного банка. Все остальные — фирмой «Giesecke & Devrient» в Мюнхене, Германия.
| Лицевая сторона                                 | Оборотная сторона    | Номинал (левов)      | Размеры              | Основной цвет              | Описание                                                       | Описание                                                                               | Описание                            | Выпуски                                |
| Лицевая сторона                                 | Оборотная сторона    | Номинал (левов)      | Размеры              | Основной цвет              | Лицевая сторона                                                | Оборотная сторона                                                                      | Водяной знак                        | Выпуски                                |
| Серия 1991—1993 года                            | Серия 1991—1993 года | Серия 1991—1993 года | Серия 1991—1993 года | Серия 1991—1993 года       | Серия 1991—1993 года                                           | Серия 1991—1993 года                                                                   | Серия 1991—1993 года                | Серия 1991—1993 года                   |
| ----------------------------------------------- | -------------------- | -------------------- | -------------------- | -------------------------- | -------------------------------------------------------------- | -------------------------------------------------------------------------------------- | ----------------------------------- | -------------------------------------- |
|                                                 |                      | 20                   | 119×59               | синий                      | фрагмент фрески из Боянской церкви с портретом Десиславы       | Боянская церковь                                                                       | лев с герба Болгарии                | 01.11.1992                             |
|                                                 |                      | 50                   | 125×62               | фиолетовый                 | портрет издателя Христо Данова                                 | печатный станок XIX века                                                               | лев с герба Болгарии                | 01.11.1992                             |
|                                                 |                      | 100                  | 131×65               | жёлтый коричневый          | автопортрет художника Захария Зографа                          | фреска Захария Зографа «Колесо жизни» из Преображенского монастыря в г. Велико-Тырново | лев с герба Болгарии                | I: 01.11.1991 II: 02.1993              |
|                                                 |                      | 200                  | 137×68               | коричневый                 | портрет поэта Ивана Вазова                                     | лира с лавровым венком, врученная Вазову в 1895 году                                   | лев с герба Болгарии                | 01.11.1992                             |
|                                                 |                      | 500                  | 143×71               | зелёный                    | портрет композитора Добри Христова                             | здание Варненской оперы летящие чайки                                                  | портрет Добри Христова              | 01.11.1993                             |
| Серия 1994—1996 года                            |                      |                      |                      |                            |                                                                |                                                                                        |                                     |                                        |
|                                                 |                      | 1000                 | 149×74               | зелёный                    | портрет политика и революционера Васила Левски                 | памятник Василу Левски в Софии                                                         | портрет Васила Левски               | I: 01.11.1994 II: 05.1996 III: 05.1997 |
|                                                 |                      | 2000                 | 155×77               | синий                      | портрет архитектора Николы Фичева                              | церковь Св. Троицы в Свиштове Беленский мост на реке Янтре                             | портрет Николы Фичева               | I: 21.12.1994 II: 05.1996              |
|                                                 |                      | 5000                 | 161×80               | красно-фиолетовый          | портрет революционера Захария Стоянова                         | фрагмент памятника «Соединение» в Пловдиве                                             | портрет Захария Стоянова            | I: 17.06.1996 II: 17.06.1997           |
|                                                 |                      | 10 000               | 167×80               | коричневый розовый зелёный | портрет художника Владимира Димитров-Майстора                  | фрагменты произведений художника                                                       | портрет Владимира Димитров-Майстора | 09.12.1996                             |
| Серия 1997 года                                 |                      |                      |                      |                            |                                                                |                                                                                        |                                     |                                        |
|                                                 |                      | 10 000               | 112×62               | оливково-зелёный           | портрет учёного Петра Берона                                   | эскизы научных трудов и телескоп                                                       | лев с герба Болгарии                | 27.10.1997                             |
|                                                 |                      | 50 000               | 120×66               | фиолетовый                 | памятники Кириллу и Мефодию перед Народной библиотекой в Софии | страница книги Паисия Хилендарского «История славяно-болгарская»                       | лев с герба Болгарии                | 08.05.1997                             |
| Масштаб изображений — 1,0 пикселя на миллиметр. |                      |                      |                      |                            |                                                                |                                                                                        |                                     |                                        |

### С 1999 года
В 1999 году были введены банкноты достоинством в 1, 2, 5, 10, 20 и 50 левов. В 2003 году была выпущена банкнота в 100 левов.
В 2005 году выпущена памятная банкнота в 20 левов, посвящённая 120-летнему юбилею выпуска первой болгарской банкноты.
1 января 2016 банкнота достоинством в 1 лев выведена из обращения, вместо неё используется монета в 1 лев, выпускающаяся с 2002 года.
1 января 2020 года банкнота достоинством 2 лева также выведена из обращения, вместо нее используется монета того же номинала, выпускаемая с 2015 года.
Банкноты печатаются в типографии Болгарского народного банка в Софии.
| Серия 1999—2005 года                            | Серия 1999—2005 года | Серия 1999—2005 года | Серия 1999—2005 года | Серия 1999—2005 года | Серия 1999—2005 года                                                                        | Серия 1999—2005 года                                                  | Серия 1999—2005 года                                           | Серия 1999—2005 года                                                   |
| Лицевая сторона                                 | Оборотная сторона    | Номинал (левов)      | Размеры              | Основной цвет        | Описание                                                                                    | Описание                                                              | Описание                                                       | Выпуски                                                                |
| Лицевая сторона                                 | Оборотная сторона    | Номинал (левов)      | Размеры              | Основной цвет        | Лицевая сторона                                                                             | Оборотная сторона                                                     | Водяной знак                                                   | Выпуски                                                                |
| ----------------------------------------------- | -------------------- | -------------------- | -------------------- | -------------------- | ------------------------------------------------------------------------------------------- | --------------------------------------------------------------------- | -------------------------------------------------------------- | ---------------------------------------------------------------------- |
|                                                 |                      | 1                    | 112×60               | красный              | икона с изображением св. Иоанна Рильского из церкви Успения пресв. Богородицы г. Тырговиште | главная церковь Рильского монастыря                                   | лев с герба Болгарии                                           | Выпуск: 5 июля 1999 Вывод: 1 января 2016                               |
|                                                 |                      | 2                    | 116×64               | фиолетовый           | портрет св. Паисия Хилендарского                                                            | страница книги Паисия Хилендарского «История славяно-болгарская»      | лев с герба Болгарии                                           | I выпуск: 5 июля 1999 II выпуск: 5 июля 2005 Вывод: 1 января 2020      |
|                                                 |                      | 5                    | 121×67               | бордовый             | портрет художника Ивана Милева                                                              | фрагменты картин Ивана Милева                                         | портрет Ивана Милева (1999) он же + надпись «БНБ» (2009)       | I выпуск: 5 июля 1999 II выпуск: 1 июня 2009                           |
|                                                 |                      | 10                   | 126×70               | оливково-зелёный     | портрет учёного Петра Берона                                                                | эскизы научных трудов и телескоп                                      | портрет Петра Берона (1999) он же + надпись «БНБ» (2008)       | I выпуск: 5 июля 1999 II выпуск: 8 декабря 2008                        |
|                                                 |                      | 20                   | 131×73               | синий                | портрет революционера и писателя Стефана Стамболова                                         | здание Народного Собрания фрагменты Орлова и Львова моста             | портрет Стефана Стамболова (1999) он же + надпись «БНБ» (2007) | I выпуск: 5 июля 1999 II выпуск: 12 ноября 2007                        |
|                                                 |                      | 20                   | 134×74               | фиолетовый           | символика Болгарского народного банка                                                       | первая болгарская банкнота старое здание БНБ                          | лев с герба Болгарии надпись «БНБ»                             | 15 сентября 2005                                                       |
|                                                 |                      | 50                   | 136×76               | коричневый           | портрет поэта Пенчо Славейкова                                                              | тексты стихов Пенчо Славейкова, птица возлюбленная поэта Мара Белчева | портрет Пенчо Славейкова                                       | I выпуск: 5 июля 1999 II выпуск: 3 июля 2006 III выпуск: 1 ноября 2019 |
|                                                 |                      | 100                  | 141×79               | зелёный              | портрет писателя Алеко Константинова                                                        | жизнь и творчество Алеко Константинова                                | портрет Алеко Константинова надпись «БНБ»                      | 8 декабря 2003                                                         |
| Масштаб изображений — 1,0 пикселя на миллиметр. |                      |                      |                      |                      |                                                                                             |                                                                       |                                                                |                                                                        |